# Trapèze volant
Pour les articles homonymes, voir trapèze.
 (janvier 2020).
Si vous disposez d'ouvrages ou d'articles de référence ou si vous connaissez des sites web de qualité traitant du thème abordé ici, merci de compléter l'article en donnant les références utiles à sa vérifiabilité et en les liant à la section « Notes et références ».

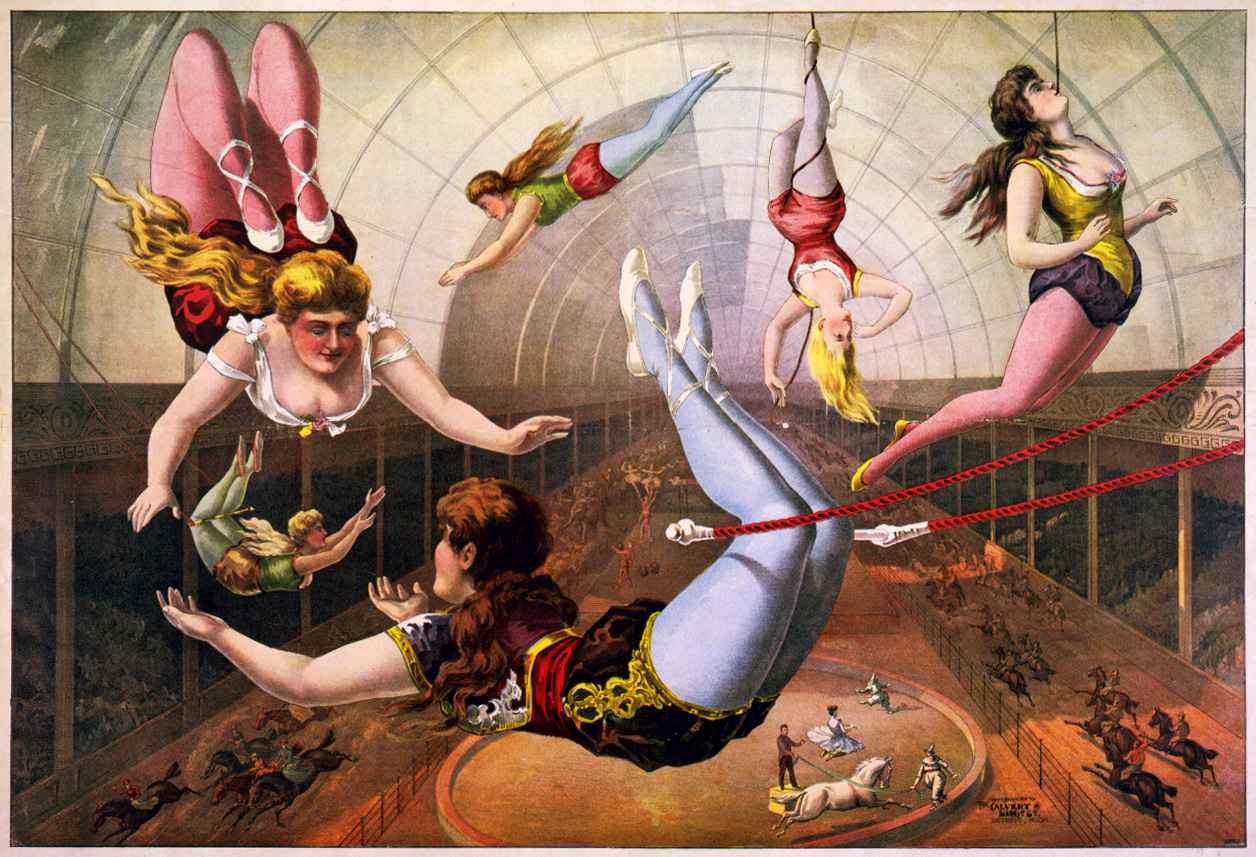
Trapézistes. Lithographie américaine de 1890.

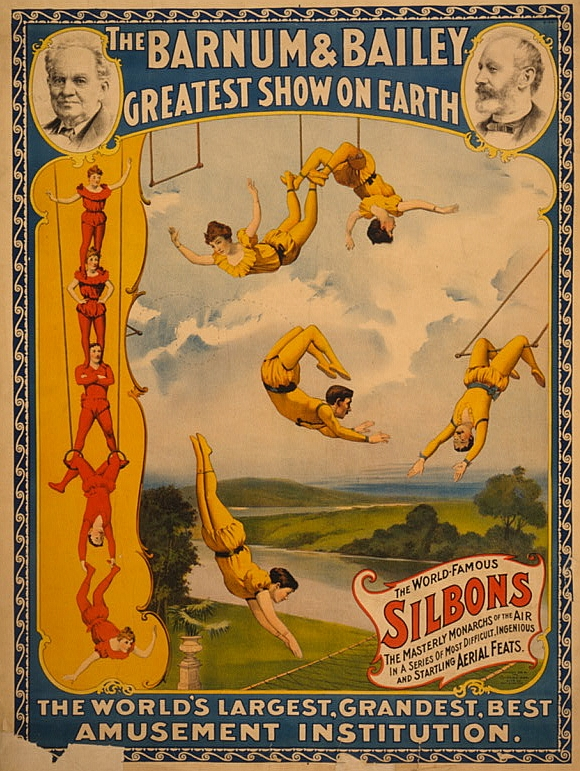
Réclame pour le cirque Barnum & Bailey, 1896.

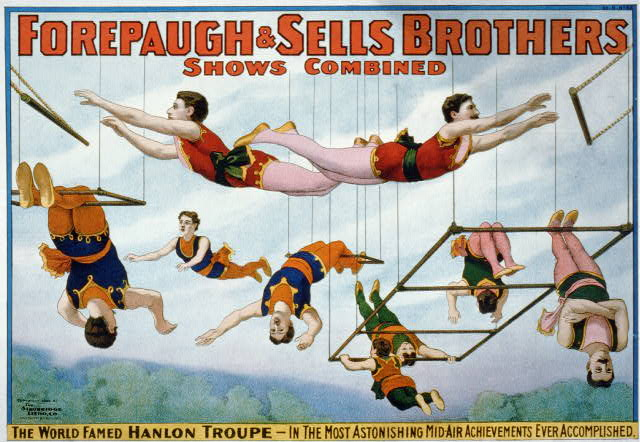
Affiche de cirque américaine de 1899.

Le trapèze volant est une discipline de voltige aérienne au cirque. Il est pratiqué seul ou à plusieurs avec au moins 1 trapèze . Les acrobates se lancent d’une plate-forme accrochés à la barre d’un trapèze puis font des figures ou se propulsent vers un autre trapèze ou font une figure puis se rattrape par quelqu’un en réalisant des figures de voltige au-dessus d’un filet. Il peut avoir des voltiges aérienne sans figures.

## Invention
L’invention du trapèze, du grec trapezion, petite table, agrès récurrent des gymnases antiques, est fréquemment attribuée au monde des saltimbanques, qui déclinèrent les exercices de corde, devenue volante, sur un agrès composé d’une barre horizontale suspendue par deux cordes rassemblées en leur sommet : le triangle mouvant (Strehly 1903 ; Thétard, 1947).
Ce triangle sera repris par Phokion Clias dans sa méthode de gymnastique, la « Callisthénie », méthode composée d’exercices simples, modérés et destinés aux jeunes filles. Mais c’est le colonel Francisco Amoros qui revendique finalement l’invention du trapèze dans sa forme actuelle (une barre horizontale suspendue à deux cordes verticales) : sa méthode s’appuie sur une gymnastique utilitaire, appareillée, visant le renforcement musculaire et moral.
Par la suite, l’invention du trapèze "volant" est attribuée à Jules Léotard en 1859. Le premier numéro circassien de trapèze volant est effectué dans Les Merveilles gymnastiques, La Course aux trapèzes, et sera présenté en 1859 à Paris par Jules Léotard (1838-1870). L’installation, pensée à Toulouse dans la salle de gymnastique amorosienne dirigée par Jean Léotard, son père, permet de voltiger « de bâton à bâton ».

## Techniques
L'art du trapèze volant évolue, dès son invention, dans deux directions : l’une avec des sauts d’un trapèze à l’autre (bâton à bâton) et l’autre de trapèze à porteur (bâton à porteur).
Le double saut périlleux au "bâton à bâton" fut l’objet d’une vive concurrence entre Niblo (Thomas Clarke), Bonnaire, Victor Julien et Edmond Rainat qui l’ont revendiqué tour à tour mais le dernier nommé est le seul qui l’ait réussi régulièrement devant témoins ; il réussit également le triple en répétition.
Le "bâton à porteur" a réellement pris naissance en 1877 avec une troupe dirigée par le Marquis de Gonza qui, accroché à la barre par les crochets de ses bottines, rattrapait une femme nommée Azella, et un voltigeur nommé Lunardi. Avec cette disposition, Walter Silbon allait réaliser en 1882 un double casse-cou (double salto avant) rattrapé par son père Cornélius et en 1892 son frère Eddie un double saut périlleux (salto arrière) rattrapé par Toto Sigrist.
Le porteur est habituellement accroché par les genoux sur un deuxième trapèze, ou encore sur une « chaise », structure métallique balançante. Idéalement, à la suite de quelques figures acrobatiques, le voltigeur revient sur la plate-forme de départ. Un filet de sécurité au-dessus du sol protège les acrobates en cas de chute.
Le trapèze bâton-bâton est une structure horizontale où, respectivement, les deux trapèzes et les deux plates-formes ont la même hauteur. Il permet de faire des figures croisées diverses et variées ainsi que des enchaînements, jusqu'à dix figures de suite.
L'art du trapèze volant évolue également vers le "petit-volant", une forme réduite de travail à petites distances avec un porteur au cadre. Cette dernière formule vit le jour avec des voltigeurs comiques comme Charlie Rivel et est apparue dans les années 1920. Mauricius (Maurice Neuville) reste un des seuls à avoir réussi le double dans cette configuration.
En termes de construction, la structure des trapèze volants est une œuvre de métal et de points de soudure.

## Histoire des sauts périlleux

### Triple saut périlleux
En 1890 Mamie Jordan avait été la première femme à tourner un double saut périlleux rattrapée par son mari Lewis. C’est dans cette famille, celle des Flying Jordans, qu’une élève, prénommée Lena allait réussir le premier triple de l’histoire, d’abord de porteur à porteur (lancée par un porteur installé sur un trapèze pour être rattrapée par un autre porteur en ballant). Le 18 mai 1897, elle réussit le triple de bâton à porteur au Théâtre Royal de Sydney. Ces exploits ont pu être vérifiés durant les saisons 1897 à 1898.
On attribue le premier triple masculin à Ernie Clarke, en 1910, qui travaillait en duo avec son frère Charles.
Outre le triple, Ernie Clarke réalisa le premier double avec pirouette et le fliffus (double saut périlleux avec une demi-pirouette rattrapée à la barre d’un trapèze tenue par le porteur). Au début de 1937, Antoinette Concello fut la première femme à réitérer le travail de Lena Jordan au Detroit Shrine Circus avec Edward Ward junior comme porteur. Le Mexicain Alfredo Codona fit le triple en le réussissant régulièrement à partir de 1919 avec son frère Lalo comme porteur. Le premier triple et demi fut réussi par Tony Steele rattrapé par Lee Stath, le 29 décembre 1962 à Durango (Mexique).
Kim Song Hui, de l'école de Pyong-Yang, fut la première femme capable de tourner régulièrement le triple de bâton à porteur, rattrapée par Kim Yong Nam.

### Quadruple saut périlleux
Le 10 juillet 1982 à Tucson (Arizona) le Mexicain Miguel Vasquez tourna en public le premier quadruple de l’histoire avec son frère Juan à la rattrape. Il réussit également le triple avec une pirouette.
Vers 1992, Hong Gum Song réussit le quadruple, rattrapé également par Kim Yong Nam. En 2011, au Weltweihnachts Circus de Stuttgart un homme et une femme ont, pour la première fois, réussi dans le même numéro le quadruple, dans la formule classique du bâton à porteur.

### Quintuple saut périlleux et école de Pyong-Yang
À Pyong-Yang (Corée du Nord) fut créée en 1952 une école de trapèze volant qui a fait évoluer la voltige aérienne en multipliant la disposition des agrès avec des barres fixes, des balançoires, des cadres supportant des porteurs debout, tenus au portique par une ceinture de cuir, ou des bascules. C’est à Stuttgart en décembre 2013 que Han Ho Sung a tourné le premier quintuple de l’histoire d’un trapèze partant de très haut vers un porteur en ballant. Au même moment, à Amsterdam Pak Mi Gyong tournait quatre sauts périlleux lors de son vol de balançoire à porteur et la voltigeuse Kim Huang Mi effectuait pour sa part un vol de quatorze mètres de balançoire à porteur.

## Littérature et cinéma
Willian Saroyan écrit "L'audacieux jeune homme au trapèze volant" ("The Daring Young Man on the Flying Trapeze") en 1934.
Carol Reed réalise Trapèze en 1956 avec, comme acteurs principaux, Burt Lancaster, Tony Curtis et Gina Lollobrigida.

## Figures
Une liste objective des figures à réaliser au trapèze volant peut être trouvée dans un manuel écrit par Alaistair Pilgrim, The fundamentals of Flying trapeze. En conjonction, certains voltigeurs au trapèze volant ont également produit une liste des figures susceptibles d'être réalisées et ont publié leurs réalisations individuelles sur des réseaux numériques comme YouTube et Instagram. Sur cette base, il est ainsi possible de lister les figures ci-après, sans prétention de complétude :
- Le retour / demi
- La passe simple
- La contre-volée / piqué changement de mains
- La planche
- Le jarret
- La passe assise
- Le jarret (knee hang)
- Le jarret en dessous (reverse knee hang)
- Le jarret jambes serrées
- Le whip
- L'écart (split)

- Le nid d’oiseau (bird nest) / sirène
- Le ventre en dessous / ventre-chassé
- La mise en ventre
- La mise en ventre enroulée (pull-over) / mise en ventre à la coréenne
- La mise en ventre derrière
- La mise en ventre devant
- La par-dessus (shoot, up rise)
- La par-dessus casse-cou / Fauwels (forward over)

- Le saut périlleux planche / salto arrière (lay-out)
- Le saut-périlleux, passe-simple croisé (à deux voltigeurs)
- Le double saut périlleux groupé / double salto groupé (tuck)
- Le double saut périlleux carpé / double salto carpé (pike)
- Le saut périlleux écart / salto étoile / pélican (star lay-out)
- Le double saut périlleux planche / double salto avant
- Le twist / saut périlleux demi-tour
- Le casse-cou / salto avant (cut away)
- Le barani (cut-away half ; casse cou et 0,5 vrille)
- Le rudolph (casse-cou et 1,5 vrille)
- Le double casse-cou / double salto avant

- Le tkatchev (shooting star)
- Le marinitch (tkatchev et un salto avant)
- Le lyukin (tkatchev et une vrille), du nom du gymnaste Valery Lyukin

- Le ciseaux ou coupé-écart

- La passe assise (seat-roll)

- Le piqué américain / suicide

- Le passe-pieds (legs)

- Le papillon